# 伊東敏恵
伊東 敏恵 （いとう としえ、1972年10月23日 - ）は、NHKのアナウンサー。

## 人物
山口県立徳山高等学校、東京女子大学卒業後、1996年にNHKへ入局。同期には住吉美紀（退職）、上野速人、中條誠子、伊藤慶太、澗隨操司、鈴木聡彦、村上由利子（元記者）、大蔵哲士、長野亮らがいる。
『おしゃれ工房』や『お元気ですか日本列島』の司会を経て、2006年4月に『ニュースウオッチ9』の初代女性メインキャスターに就任する。2008年3月に降板後は単発番組などを担当し、不妊治療を経て妊娠、第一子（女児）を出産した。

## 現在の出演番組
- 映像の世紀 バタフライエフェクト（2023年4月3日 - 、総合） - 語り

## 過去の出演番組
- NHKニュースおはよう日本（2000年8月12日・13日・19日・20日・26日・27日・2003年8月9日・10日、総合） ※膳場貴子の夏季休暇、平日代理に伴う代行
- おしゃれ工房（東京発）（ - 2003年9月、教育） - 司会
- にんげん広場（教育）
- お元気ですか日本列島（2003年10月 - 2006年3月、総合）
- 日本の、これから（ - 2006年3月、総合）
- 鶴瓶の家族に乾杯（総合）
- ニュースウオッチ9（2006年4月 - 2008年3月、総合） - キャスター
- NHKスペシャル（総合）
  - 四川大地震（2008年5月25日） - 司会
  - 病の起源（2008年） - ナレーション
  - 封印された原爆報告書（2010年8月6日） - ナレーション
  - 原爆投下 活（い）かされなかった極秘情報（2011年8月6日） - ナレーション
  - きのこ雲の下で何が起きていたのか（2015年8月6日） - ナレーション
  - 新・映像の世紀（総合） - 語り
    - 第1集（2015年10月25日）
    - 第2集（2015年11月29日）
    - 第3集（2015年12月20日）
    - 第4集（2016年1月24日）
    - 第5集（2016年2月21日）
    - 第6集（2016年3月20日）

  - 決断なき原爆投下 米大統領71年目の真実（2016年8月6日） - ナレーション
  - 戦後0年 東京ブラックホール 1945-1946（2017年8月20日） - ナレーション
  - 未解決事件 File.06 赤報隊事件 戦慄の銃弾 知られざる闇（2018年1月28日） - ナレーション
  - シリーズ 金正恩の野望 第3集 核・ミサイル 隠された真意（2018年4月22日） - ナレーション
  - 運慶と快慶 新発見!幻の傑作（2019年5月26日） - ナレーション
  - 新・ドキュメント太平洋戦争 - ナレーション
    - 1941 第1回 開戦（前編）（2021年12月4日）
    - 1941 第1回 開戦（後編）（2021年12月5日）

  - 新・ドキュメント太平洋戦争1943 国家総力の真実 - ナレーション
    - 前編（2023年8月12日）
    - 後編（2023年8月13日）
- 情報LIVE ただイマ! （2012年4月 - 2013年2月8日、総合） - キャスター
- SONGS（総合、不定期） - ナレーション
- 探検ロマン世界遺産（総合） - リポーター
- フェイス（総合）
  - 続 里山資本主義〜過疎の島こそ21世紀のフロンティア〜（2012年3月2日、中国地方のみ） - ナレーション
- おはようひろしま（ - 2012年3月、総合）
- NHKとっておきサンデー（2012年9月 - 2013年3月17日、総合） - 司会
- 新日本風土記（2012年9月21日 - 2016年4月1日・永平寺 回まで、BSプレミアム） - ナレーション
- 明日へ1min 6-dim（総合、不定期放送） - ナレーション
- 日曜美術館（2013年4月 - 2017年3月、Eテレ） - 司会
- ザ・プレミアム「プレシャス・ブルー 〜カリブ海 クジラの親子に出会う海〜」（2014年7月19日、BSプレミアム） - ナレーション
- 戦後史証言PROJECT 日本人は何をめざしてきたのか 未来への選択 第2回「男女共同参画社会 女たちは平等をめざす」（2015年7月11日、Eテレ） - ナレーション
- クローズアップ現代+（2016年4月 - 2017年3月、総合） - 司会
- NEXT 未来のために 光と影で描く戦争の記憶（2016年8月20日、総合） - ナレーション
- 阿修羅 1300年の新事実（2017年3月23日、BSプレミアム） - ナレーション
- 甲府局放送部アナウンス副部長兼アナウンス統括
- 山梨県のニュース（総合）
- Newsかいドキ（総合） - 編集責任者
- 甲府放送局制作番組の編集責任者
- 甲府放送局コールサインアナウンス（TV・ラジオともに担当）
- 光る君へ（2024年1月7日 - 12月15日、総合・NHK BS） - 語り[2]
- あのころのわたしへ〜就活・生き方 語り合おう〜（2024年3月30日、総合） - 司会[注釈 1]